# Darren Anderton
Darren Robert Anderton (* 3. března 1972 Southampton) je bývalý anglický fotbalista. Reprezentoval Anglii v letech 1994–2001, sehrál za ni 30 zápasů a vstřelil v nich sedm gólů, z toho jeden i na mistrovství světa 1998, do sítě Kolumbie v zápase základní skupiny. Jeden reprezentační gól dal i do sítě Česka v přátelském utkání ve Wembley roku 1998. Získal s Anglií bronz na mistrovství Evropy roku 1996, krom toho se zúčastnil výše zmíněného šampionátu roku 1998. Většinu kariéry spojil s klubem Tottenham Hotspur, kde působil v letech 1992–2004 a odehrál za něj 299 ligových utkání, v nichž dal 34 branek. Byl uveden do síně slávy tohoto klubu. Dále hrál za Portsmouth (1990–1992), Birmingham City (2004–2005), Wolverhampton Wanderers (2005–2006) a AFC Bournemouth (2006–2008).